# 춘천향교
춘천향교(春川鄕校)는 대한민국 강원특별자치도 춘천시 교동에 있는 향교이다. 강원특별자치도의 유형문화재 제98호로 지정되어 있다.
춘천향교의 배치는 전학후묘(前學後廟)로 후면 제사공간에 대성전과 동·서무(東·西撫)가 있고 전면 교육공간에는 강학 장소인 명륜당과 유생들의 기숙사였던 동·서재(東·西齋)와 장수루(藏修樓)가 있다. 창건 연대는 언제인지 정확하게 알 수 없으나 유몽인의 《어우집》(於于集)에 조선 중종 15년(1520년)에 다시 지었다는 기록이 있는 것으로 보아 그 이전에 건립된 것으로 본다.

## 개요
향교는 훌륭한 유학자를 제사하고 지방민의 유학교육과 교화를 위하여 나라에서 지은 교육기관이다.
처음 지은 연대는 전하지 않고 임진왜란 때 불탄 것을 선조 27년(1594년)에 다시 지었다. 그 후 여러 차례의 수리가 있었으며, 한국전쟁으로 불탄 것을 1960년에 복원하였다. 지금 남아있는 건물은 대성전과 명륜당·장수루·동재·서재·동무·서무·내삼문 등이다.
대성전은 사당으로 공자를 비롯하여 중국과 우리나라 유학자의 위패를 모시고 있다. 명륜당은 학생들이 모여서 공부하는 강당으로 교화의 원천이 되기도 하였다.
조선시대에는 나라로부터 토지와 책·노비 등을 지급 받아 운영하였다. 갑오개혁(1894) 이후 교육적 기능은 없어지고 지금은 제사의 기능만 남아있다.『수춘향약』·『향중좌목』·『향안』 등 이 지방 향토사연구에 귀중한 책들을 소장하고 있다.

## 참고 문헌
- 춘천향교 - 국가유산청 국가유산포털
- 이 문서에는 다음커뮤니케이션(현 카카오)에서 GFDL 또는 CC-SA 라이선스로 배포한 글로벌 세계대백과사전의 내용을 기초로 작성된 글이 포함되어 있습니다.